# Петрология
Петрологията (от гръцки: πέτρος – „камък“) е дял на геологията, който се занимава със скалите и условията, под които се образуват. Петрологията има три подразделения: магматична, метаморфна и седиментна. Първите две често се учат заедно, тъй като силно се занимават с химия, химични методи и фазови диаграми. От друга страна, седиментната петрология се учи често със стратиграфия, тъй като се занимава с процесите, образуващи седиментни скали.
Литологията в миналото е била почти синоним на петрографията, но днес литологията се фокусира върху макроскопичните ръчно извадени образци на скалите, докато петрографията е специалността, която се занимава с микроскопичните детайли.

## Методология
Петрологията използва минералогия, петрография и химичен анализ, за да описва състава и строежа на скалите. Петролозите също включват и принципи от геохимията и геофизиката, като изследват геохимичните тенденции, циклите и употребата на термодинамични данни и опити, за да разберат по-добре произхода на скалите.

## Разклонения
Съществуват три разклонения на петрологията, съответстващи на трита вида скали: магмени, метаморфни и седиментни плюс още едно, занимаващо се с експерименталните техники.
- Магматичната петрология се концентрира върху състава и строежа на магмените скали (като гранита и базалта, които са се кристализирали от магма). Магмените скали включват такива с вулканичен или плутоничен произход.
- Седиментната петрология се фокусира върху състава и строежа на седиментните скали (като пясъчника и варовика, които са съставени от частици от други скали или биологични или химични отлагания и обикновено са свързани чрез матрица от по-фин материал).
- Метаморфната петрология се занимава със състава и строежа на метаморфните скали (като мрамора и гнайса, които са започнали като седиментни или магмени скали, но са претърпели химични, минералогични или структурни промени, поради високо налягане, температура или и двете).
- Експерименталната петрология включва апарати за високо налягане и висока температура, за да се изследва геохимията и фазовите съотношения на естествени и изкуствени материали под екстремни условия. Експериментите са особено полезни за изследване на скали от долната кора и горната мантия, които рядко оцеляват пътуването до повърхността в непокътнато състояние. Те са един от основните източници на информация относно напълно недостъпните скали, като например тези в долната мантия на Земята и в мантията на други земеподобни планети.

## История
Към 1835 г. науката се нарича петрофактология или петроматогнозия, като в нея се включва изучаването на изкопаемите органични остатъци. След това петрологията започва да се свърза с петрографията, която се разделя на три основни периода:
1. до 1858 г. – домикроскопичен;
2. 1858 – 1898 – микроскопичен;
3. 1890 – 1900 – физико-химичен.

През 20 век петрографията започва да отстъпва пред развитието на петрологията.